# Montenapoleone (metropolitana di Milano)
Montenapoleone è una stazione della linea M3 della metropolitana di Milano.

## Storia
La stazione fu costruita come parte della prima tratta, da Centrale FS a Duomo, della linea M3 della metropolitana, entrata in servizio il 3 maggio 1990.
Nei primi progetti la stazione doveva essere chiamata "Manzoni", in quanto sorge nel punto in cui via Manzoni incrocia via Monte Napoleone e via Croce Rossa.

## Strutture e impianti
Venne costruita a binari sovrapposti per evitare il passaggio sotto gli edifici. Al livello inferiore si trova il binario dispari, in direzione di San Donato, e a quello superiore il binario pari, in direzione Comasina.
Il mezzanino, posto in posizione laterale, fu scavato a cielo aperto, indipendentemente dalle gallerie della linea.
Sorge sotto via Manzoni, all'angolo con via Monte Napoleone, entrambe strade celebri per i lussuosi negozi e saloni di moda di cui sono costellate, che insieme a via della Spiga e corso Venezia delimitano il cosiddetto Quadrilatero della moda, e presenta uscite in via Manzoni e in via dei Giardini; è curioso notare che il nome della fermata non presenta lo spazio tra le parole Monte e Napoleone, a differenza del nome della strada. Contemporaneamente alla costruzione della stazione venne ideata una nuova sistemazione dello spazio in superficie, costruendo un monumento progettato dall'architetto Aldo Rossi. In origine, progetti simili di riqualificazione superficiale erano previsti anche per altre due fermate della M3, ovvero Duomo e Crocetta, ma alla fine solamente quello di Montenapoleone venne realizzato.

## Interscambi
Nelle vicinanze della stazione effettuano fermata alcune linee urbane, tranviarie ed automobilistiche, gestite da ATM.
- Fermata tram (linea 1)
- Fermata autobus

## Servizi
La stazione dispone di:
- Accessibilità per portatori di handicap
- Ascensori
- Scale mobili
- Emettitrice automatica biglietti
- Servizi igienici
- Stazione video sorvegliata